# Civry-la-Forêt
Civry-la-Forêt è un comune francese di 353 abitanti situato nel dipartimento degli Yvelines, nella regione dell'Île-de-France. Il suo territorio è bagnato dal fiume Vaucouleurs.

## Società

### Evoluzione demografica
Abitanti censiti